# Iers rugby sevensteam (mannen)
Het Ierse rugby sevensteam vertegenwoordig het hele eiland, ofwel Republiek Ierland en Noord-Ierland samen. 
Op de Olympische Zomerspelen speelt het Ierse rugby Seventeam onder de vlag van de Republiek Ierland samen.

## Wereldkampioenschappen
Ierland heeft aan elk wereldkampioenschap deelgenomen. In 1993 en 2022 werd de derde plaats behaald.
- WK 1993: 3e
- WK 1997: 19e
- WK 2001: 19e
- WK 2005: 13e
- WK 2009: 18e
- WK 2013: Niet deelgenomen
- WK 2018: 9e
- WK 2022: 3e

## Olympische Zomerspelen
Ierland werd zesde in 2024
- OS 2016: niet geplaatst
- OS 2020: 10e
- OS 2024: 6e